# アレクサンドル・トルドー
アレクサンドル（サーシャ）・トルドー（Alexandre (Sacha) Trudeau)、1973年12月25日 - ）は、カナダのジャーナリストで、カナダ首相を務めたピエール・トルドーとマーガレット・トルドーの次男。兄は前首相のジャスティン・トルドー。

## 少年時代
オンタリオ州オタワ出身。父ピエールの首相在任中に誕生した他の兄弟と同じように、アレクサンドルの誕生も大きく報じられた。子供を世間の目から守りたいという両親の意向から、子供のころや、ピエールの首相在任後も、モントリオールの親類宅で育った。マギル大学の哲学の学位を持っている。

## ジャーナリスト
2000年のピエール・トルドーの国葬 (Death and state funeral of Pierre Trudeau) の際、アレクサンドルと兄ジャスティンは、再び世間が注目する場所に帰ってきた。アレクサンドル自身は、見た目は控えめで静かだが、ジャーナリストとして活動していることが、取り立てて紹介され、新たに人々の目を引くことになった。その後数年、カナダのテレビ局でドキュメンタリー作品を制作する。
2003年、CTVの番組『W-FIVE』で、Embedded in Baghdad という60分のドキュメンタリーを制作、イラク戦争を報道して高く評価された、カナダ人ジャーナリストのうちの一人となった。

## その他
私教育、国際交流を通して、社会に参加する市民を育てることを目的としたカナダ・ワールドユース (Canada World Youth) の理事で、社会科学、文科系の調査、イノベーションを支援する、トルドー財団の理事でもある。

## 名前「アレクサンドル」の由来
ロシア人またはスラヴ人的な名前を生まれた子供に名づけることは、隣国のアメリカ合衆国ほどロシア系移民が多くないカナダでは一般的ではない。しかし、父ピエールが、当時カナダ駐在ソビエト連邦大使だったアレクサンドル・ヤコブレフと公私ともに仲が良かったため、ヤコブレフと同じ名前を息子につけた。アレクサンドルはフランス語圏にも多い名前（英語圏ではアレクサンダーに対応する）であるが、トルドーの場合はロシア風のサーシャという短縮形・愛称で呼ばれている。ヤコブレフは後に、ゴルバチョフ時代のペレストロイカとグラスノスチの設計者となった人物である。